# Polybia occidentalis
Polybia occidentalis är en getingart som först beskrevs av Olivier 1791.  Polybia occidentalis ingår i släktet Polybia och familjen getingar.

## Underarter
Arten delas in i följande underarter:
- P. o. bohemani
- P. o. cinctus
- P. o. grenadensis
- P. o. nigratella
- P. o. venezuelana
- P. o. invertita
- P. o. uruguayensis